# Коттон, Мариетт Лесли
Мариетт Лесли Коттон (англ. Mariette Leslie Cotton; 1866—1947) — американская художница-портретистка.
Работала преимущественно в Париже, но также содержала студии в Лондоне и Нью-Йорке. По рождению и браку обладала таким материальным и социальным уровнем, который, вместе с её художественными способностями, позволял художнице получать весьма хорошие комиссионные за портреты известных людей.

## Биография
Родилась 17 мая 1866 года в Скенектади, штат Нью-Йорк, в семье Сэмюэла Твиди Бенедикта и его жены Джулии Аверилл Джексон-Бенедикт, проживающих на момент рождения дочери в кампусе Union College. При рождении девочка получила имя Мариетт Бенедикт (Mariette Benedict) и до двадцати лет она была широко известна как Панси Бенедикт (Pansy Benedict).

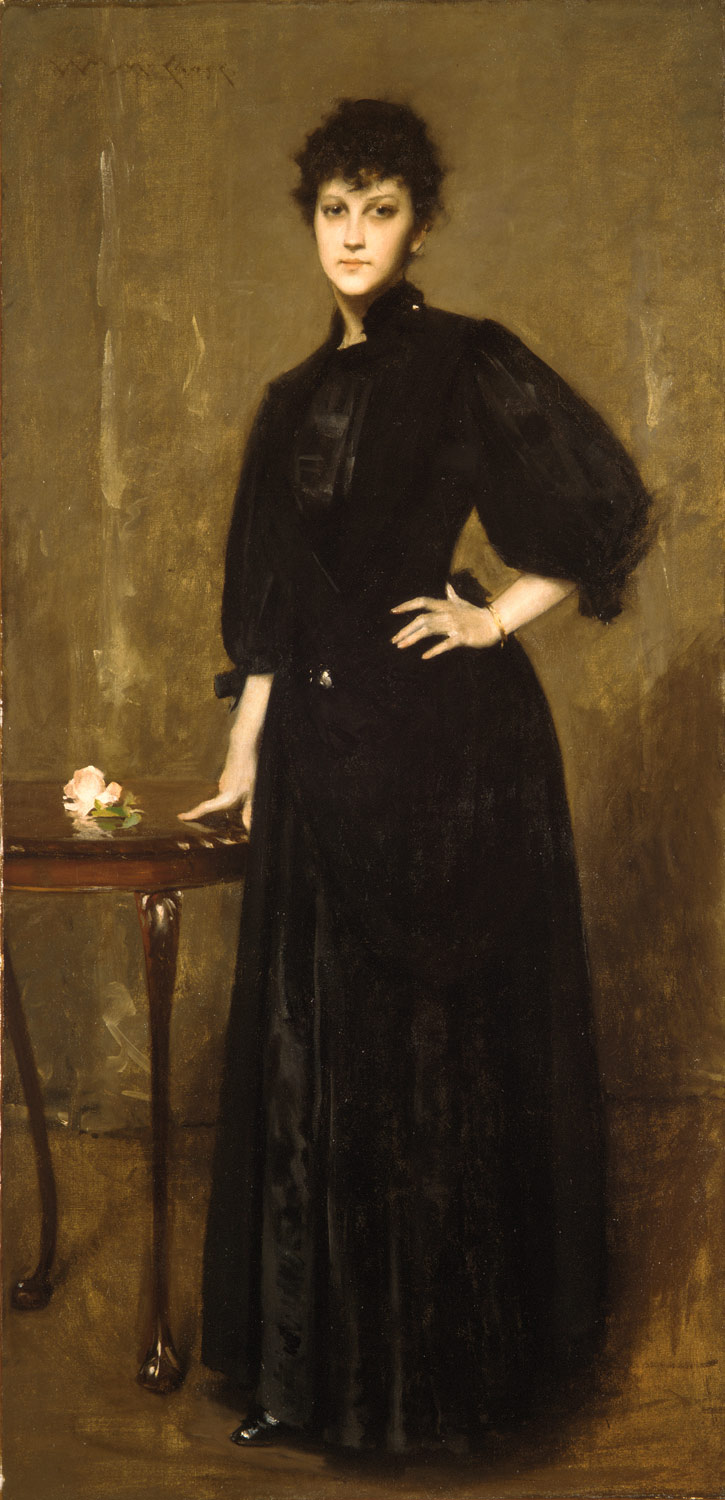
Lady in Black работы Уильяма Чейза

Первоначальное образование получила дома от матери, которая считалась талантливой и как художница, и как певица. Неизвестно, получила ли она формальное художественное образование, но Мариетт считалась опытной художницей-любительницей ещё до того, как ей исполнилось двадцать лет.
В 1888 году, незадолго до этого выйдя замуж за Джозефа Лесли Коттона, переехав в Манхэттен, стала ученицей Уильяма Мерритта Чейза, который создал два портрета Мариетт Коттон — Lady in Black и Lady in Pink. Затем Мариетт и Джозеф отплыли в Европу, заявив, что намерены жить за границей постоянно. Вскоре Мариетт начала учиться в парижских студиях французских портретистов Каролюс-Дюрана и Жан-Жака Эннера.
В 1889 году её картина «Portrait of Miss S.» была принята на выставку в Парижском салоне и оказалась единственной картиной американского художника, получившей награду. В 1891 году она представила два портрета — «Mrs. Mahlon Sands» и «F. T. Martin, Esq.» — на ежегодной выставке в лондонской Королевской академии художеств. К 1895 году Коттон стала известна своими портретами выдающихся европейских деятелей, включая герцога Кембриджского и Отто фон Бисмарка. Ряд портретов художница представила в нью-йоркской галерее Knoedler’s Galleries, в их числе Уильяма Сьюарда Уэбба. В последующие годы Коттон часто выставляла свои работы в Knoedler’s Galleries, которые привлекли внимание критиков, высоко оценивших её разносторонность и очевидную симпатию к своим натурщикам. Отношения художницы с этой галереей продолжались по 1921 год.
На протяжении своей карьеры Мариетт Коттон часто переезжала, часто не имея даже долгосрочной студии. Иногда она работала в гостиничных номерах, а иногда останавливалась в частном доме в качестве гостя одного из своих натурщиков. В разгар Первой мировой войны она работала в Париже. В 1916 году вернулась в США, писала портреты в частных домах, также не имея собственной студии. После войны вернулась в Париж, где в течение 1920-х годов она работала в своей студиях, а затем до конца своей жизни — в основном в Нью-Йорке.
После того, как ей исполнилось шестьдесят лет, Коттон редко показывала свои работы и мало привлекала внимания прессы. Время от времени она посещала общественные мероприятия, в том числе прием в Белом доме по приглашению Элеоноры Рузвельт в 1940 году, но в последние годы своей жизни спокойно жила в Нью-Йорке.
Умерла 21 апреля 1947 года.

### Личная жизнь
Мужем художницы был Джозеф Лесли Коттон, который был связан как с её семьей, так и с Юнион-колледжем. Первым браком он был женат на Марии Луизе Поттер (умерла при родах); она была внучкой Алонзо Поттера — вице-президента Юнион-колледжа, и Сары Марии Нотт Поттер — дочери президента школы. Джозеф Коттон родился на Барбадосе в 1856 году и к 1888 году, когда он женился на Мариетт, вместе с двумя друзьями работал в нью-йоркской фирме, которая импортировала вино и спиртные напитки из Европы.
После женитьбы Джозеф покинул фирму и вместе с Мариетт они решили жить за границей. Хорошее состояние и художественный талант жены способствовали социальному продвижению супругов и помогли добиться признания британской аристократии — через несколько лет после прибытия в Лондон им была предоставлена привилегия предстать перед двором в Букингемском дворце.
В 1893 году, когда они жили в Лондоне, у них родился первый и единственный ребёнок — сын по имени Хью Дадли Бенедикт Коттон, который женился в Нью-Йорке в 1920 году, а через год его родители развелись. После смерти Джозефа Лесли Коттона в 1929 году на Барбадосе, в некрологе New York Times перечислялись его родные, где не упоминалась Мариетт Лесли Коттон.